# Rezoluce Rady bezpečnosti OSN č. 425
Rezoluce Rady bezpečnosti OSN č. 425, kterou Rada bezpečnosti OSN schválila 19. března 1978, byla přijata pět dní po izraelské invazi do Libanonu. Vyzvala Izrael k okamžitému stažení jeho sil z Libanonu a ustanovila Prozatímní jednotky OSN v Libanonu (UNIFIL). Rezoluce byla schválena 12 hlasy, nikdo nehlasoval proti. Československo a Sovětský svaz se zdrželi hlasování a Čína se hlasování nezúčastnila.